# Elaeocarpaceae
Elaeocarpaceae, biljna porodica u redu ceceljolike (Oxalidales) čije ime dolazi po rodu uljeni plod (Eleocarpus). Sastoji se od oko 770 vrsta grmova i drveća unutar 12 rodova. Uz uljeni plod poznatiji rodovi su aristotelija (Aristotelia) i krinodendron (Crinodendron). 

## Opis
Elaeocarpaceae se sastoji od 12 rodova i 605 vrsta drveća i grmlja rasprostranjenih prvenstveno u tropima, osim u kopnenoj Africi (iako se neke vrste nalaze na Madagaskaru). Elaeocarpus i Sloanea čine više od polovice vrsta u porodici, a obje uključuju važna stabla. “Motillo” (S. berteriana) iz Kariba poznat je po svom teškom drvu, dok “karabin” (S. woollsii) daje svijetlo drvo. Uzgajaju se Elaeocarpus, Crinodendron i Aristotelia. Sjemenke Elaeocarpusa, poput onih “cejlonske masline” (E. serratus), često se jedu. Maqui bobice (Aristotelia chilensis) koriste se za izradu čileanskog vina i na glasu su da imaju ljekovita svojstva.

## Rodovi
Familia Elaeocarpaceae Juss. (757 spp.)
1. Tribus Sloaneeae Endl.
  1. Sloanea L. (183 spp.)
  2. Vallea Mutis ex L.f. (2 spp.)
  3. Aristotelia L´Hér. (5 spp.)
2. Tribus Elaeocarpeae Bartl.
  1. Crinodendron Molina (4 spp.)
  2. Peripentadenia L. S. Sm. (2 spp.)
  3. Dubouzetia Pancher ex Brongn. & Gris (11 spp.)
  4. Tremandra R. Br. (2 spp.)
  5. Platytheca Steetz (3 spp.)
  6. Tetratheca Sm. (52 spp.)
  7. Sericolea Schltr. (15 spp.)
  8. Aceratium DC. (18 spp.)
  9. Elaeocarpus L. (460 spp.)